# آهو (فیلم)
آهو فیلمی به کارگردانی و نویسندگی هوشنگ گلمکانی و سپیده آرمان و تهیه‌کنندگی جواد نوروزبیگی محصول سال ۱۳۹۹ است. آهو فیلمی در ژانر خانوادگی، ملودرام و اجتماعی محصول سال ۱۳۹۹ است.

## اکران فیلم
این فیلم در روز چهارشنبه مورخ ۴ آبان ماه ۱۴۰۲ با حضور جمعی از بازیگرانش به همراه چهره های مهمان در پردیس سینمایی چارسو اکران شد و مراسم اکران مردمی فیلم آهو با حضور علی مصفا، سپیده آرمان، حامد کمیلی، سهیلا رضوی، رضا یزدانی، محمدطاها جمشیدی، غلامعلی رضایی به اکران رسید است.

## بازیگران
| بازیگر             | نقش                | درباره                                                                    |
| ------------------ | ------------------ | ------------------------------------------------------------------------- |
| سپیده آرمان        | پروانه             | ادختر هنرمند که به جنگل شمال پناه آورده است                               |
| علی مصفا           | آقای کیانی         | صاحب گالری محلی                                                           |
| حامد کمیلی         | سعید/ فرهاد        | سعید صاحب گالری بزرگی که بسیار شبیه فرهاد است                             |
| سهیلا رضوی         | بنفشه              | همسایه پروانه                                                             |
| صدای نوید محمدزاده | فرهاد              | نامزد پروانه                                                              |
| رضا یزدانی         | مازیار             | ماهی‌گیر و عاشق پروانه                                                     |
| رضا کیانیان        | چوپان فیلسوف       | شخص مرموزی که چوپانی می‌کند و ظاهرا در جوانی با بنفشه عاشق و معشوق بوده‌اند |
| محمدطاها جمشیدی    | پرویز کودک روستایی | یک جورهای دل‌باخته پروانه است                                              |
| غلام‌علی رضایی      | سید                | راننده وانت                                                               |
| مهدی محرابی        | برق‌کار             | برق‌کار                                                                    |

## سرمایه گذاران فیلم
این فیلم یکی از فیلم های مشترک با چند سرمایه گذار و مالک درصدی است که از آن ها می توان به امید اخباراتی (سرمایه گذار فیلم برادران لیلا)، اکبر هادی زاده، قصیده گلمکانی و امیر حسین نوروزبیگی اشاره کرد.